# Postcreools continuüm
Met een postcreools continuüm of kortweg creools continuüm wordt in de taalkunde een situatie bedoeld waarbij een creooltaal bestaat uit een aantal variëteiten die in meer of mindere mate zijn verwant aan een superstraattaal. De superstraattaal is in dit geval een van de talen waaruit de creooltaal zich heeft ontwikkeld en vaak ook de enige standaardtaal. In ditzelfde verband is vaak sprake van decreolisatie, doordat de creooltaal geleidelijk aan steeds meer naar deze superstraattaal toe evolueert wat betreft de fonologie, morfologie en grammatica. Dit kan gebeuren onder invloed van sociale, economische en politieke factoren.

## Stratificatie
In 1965 bedacht de taalkundige William Stewart binnen het kader van de sociolinguïstiek de termen acrolect, mesolect en basilect om de boven- en ondergrenzen van een post-creools taalcontinuüm en alles daartussenin te beschrijven. Deze termen werden later door Derek Bickerton gepopulariseerd. Het acrolect is de variëteit die het dichtst bij de superstraattaal staat en het basilect staat het verst van de superstraattaal af, terwijl alles wat hiertussenin zit het mesolect wordt genoemd.

## Voorbeelden
De volgende tabel toont 18 verschillende manieren waarop de Engelse zin I gave him one kan worden vertaald in het Guyanees Engels, een mede op het Engels gebaseerde creooltaal die wordt gesproken door een paar honderd mensen in het Britse deel van Guyana:
| 1  | [aɪ] | [geɪv] | [geɪv] | [hɪm] | [wʌn] |
| 2  | [aɪ] | [geɪv] | [geɪv] | [hɪm] | [wan] |
| 3  | [a]  | [geɪv] | [geɪv] | [ɪm]  | [wan] |
| 4  | [a]  | [geɪv] | [geɪv] | [iː]  | [wan] |
| 5  | [a]  | [gɪv]  | [gɪv]  | [hɪm] | [wan] |
| 6  | [a]  | [gɪv]  | [gɪv]  | [ɪm]  | [wan] |
| 7  | [a]  | [gɪv]  | [gɪv]  | [iː]  | [wan] |
| 8  | [a]  | [dɪd]  | [gɪv]  | [iː]  | [wan] |
| 9  | [a]  | [dɪ]   | [gɪ]   | [iː]  | [wan] |
| 10 | [a]  | [dɪd]  | [gɪ]   | [iː]  | [wan] |
| 11 | [a]  | [dɪ]   | [giː]  | [iː]  | [wan] |
| 12 | [a]  | [dɪ]   | [gɪ]   | [hiː] | [wan] |
| 13 | [mɪ] | [dɪ]   | [gɪ]   | [hiː] | [wan] |
| 14 | [mɪ] | [dɪ]   | [gɪ]   | [iː]  | [wan] |
| 15 | [mɪ] | [bɪn]  | [gɪ]   | [iː]  | [wan] |
| 16 | [mɪ] | [bɪn]  | [giː]  | [iː]  | [wan] |
| 17 | [mɪ] | [bɪn]  | [giː]  | [æm]  | [wan] |
| 18 | [mɪ] |        | [giː]  | [æm]  | [wan] |

Uit deze tabel blijkt duidelijk dat de acrilectvorm [aɪ geɪv hɪm wʌn] is, wat nagenoeg hetzelfde is als standaard Engels. De basilectvorm is daarentegen [mɪ giː æm wan], met behalve fonologische verschillen een fundamenteel grammaticaal verschil (het persoonlijk voornaamwoord me in plaats van I). Het op deze manier overschakelen van de ene taalvariëteit naar de andere hangt doorgaans af van de situatie waarin de spreker zich bevindt en is een vorm van codeswitchen. Een gelijksoortig voorbeeld is de manier waarop het Sranantongo tegenwoordig steeds meer naar het Standaardnederlands toe evolueert.
Van diglossie is sprake wanneer codeswitchen niet of nauwelijks voorkomt doordat er als gevolg van sociale en politieke factoren geen contact is tussen de sprekers van de creooltaal en de superstraattaal. Bij deze sterkere vorm van stratificatie is de grens tussen de beide talen dus scherper afgebakend. Iets dergelijks is het geval met het Kreyòl in Haïti, een taal waarvan de sprekers tegenwoordig nauwelijks contact hebben met de Franstalige gemeenschap in hetzelfde gebied, terwijl het Frans van oudsher wel de superstraattaal van het Kreyòl is.